# Fort Stockton
Fort Stockton è un comune (city) di 8 283 abitanti degli Stati Uniti d'America, capoluogo della contea di Pecos nello Stato del Texas.

## Geografia fisica

### Territorio
Fort Stockton è situata a 30°53′29″N 102°53′06″W (30.891383, -102.885032). Secondo lo United States Census Bureau, la città ha una superficie totale di 12,99 km², dei quali 12,99 km² di territorio e 0 km² di acque interne (0% del totale).

### Clima
La città ha un clima desertico, caratterizzato da estati calde e inverni piuttosto miti. Il clima arido comporta una sensibile differenza fra la temperatura diurna e quella notturna, concedendo notti fresche anche a fronte di giornate estive considerevolmente calde.

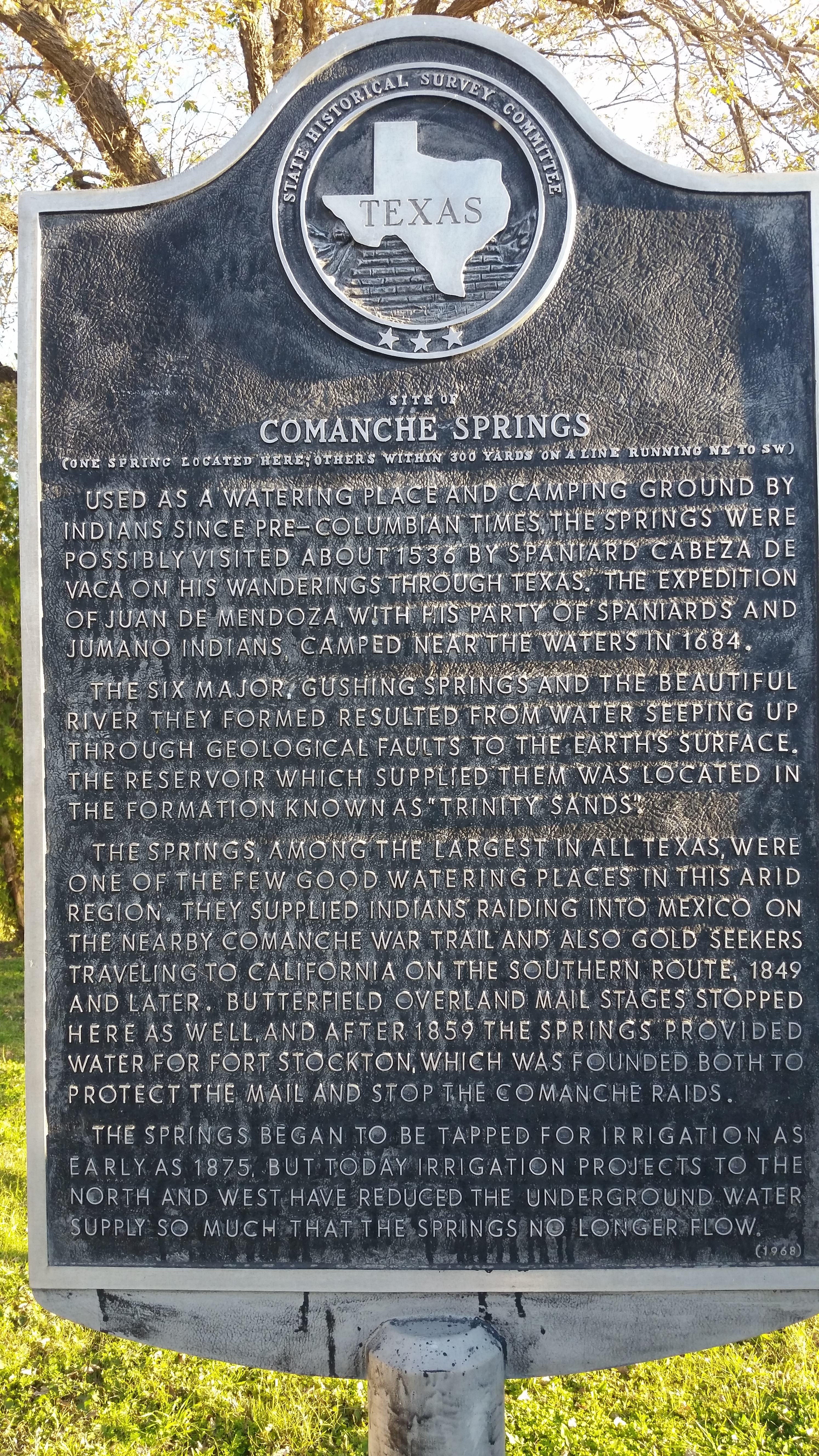
Comanche Springs Texas Historical Marker

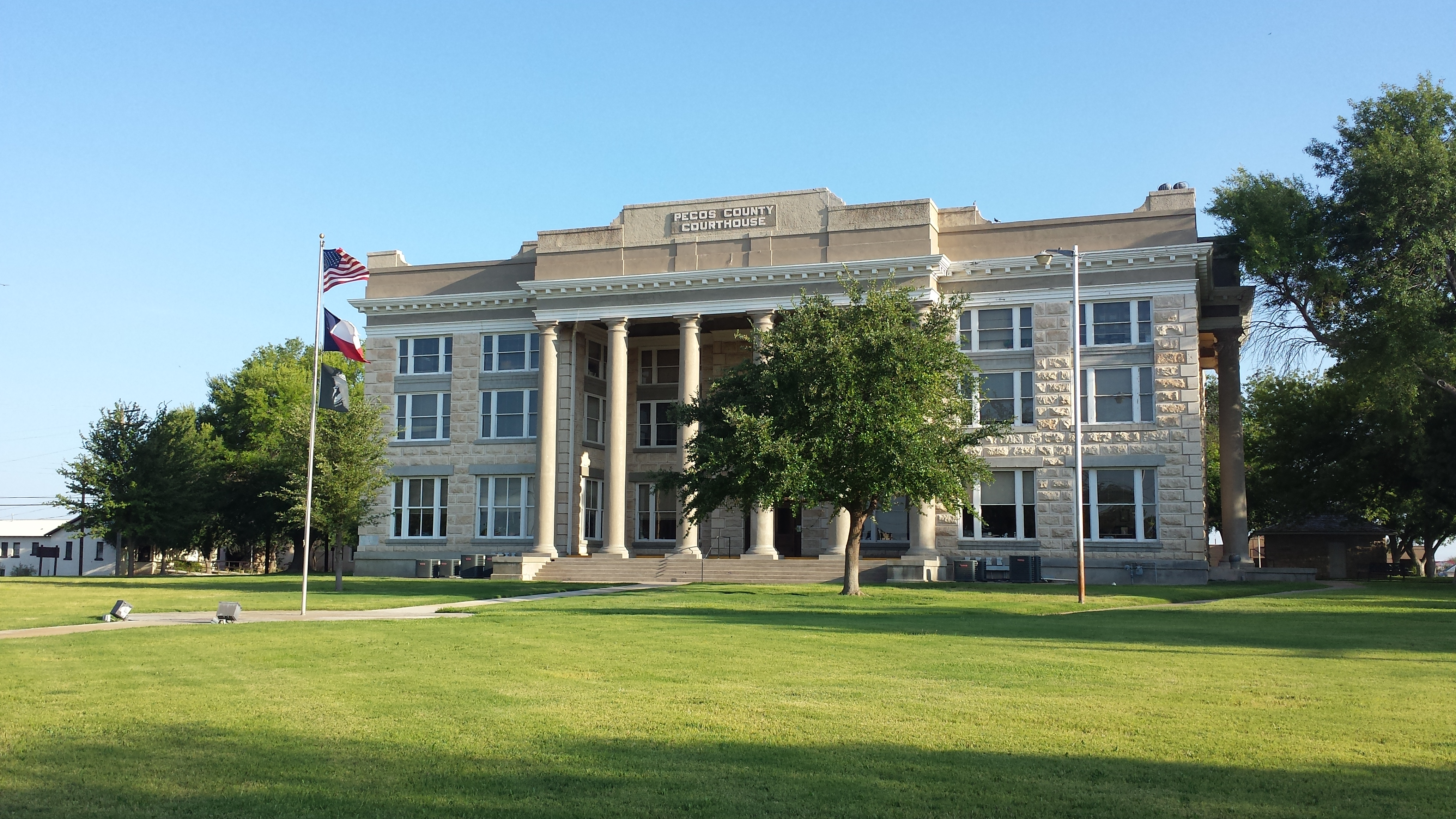
Palazzo di Giustizia di Fort Stockton

| Dati climatici      | Mesi | Mesi | Mesi | Mesi | Mesi | Mesi | Mesi | Mesi | Mesi | Mesi | Mesi | Mesi | Stagioni | Stagioni | Stagioni | Stagioni | Anno |
| Dati climatici      | Gen  | Feb  | Mar  | Apr  | Mag  | Giu  | Lug  | Ago  | Set  | Ott  | Nov  | Dic  | Inv      | Pri      | Est      | Aut      | Anno |
| ------------------- | ---- | ---- | ---- | ---- | ---- | ---- | ---- | ---- | ---- | ---- | ---- | ---- | -------- | -------- | -------- | -------- | ---- |
| T. max. media (°C)  | 15,9 | 18,7 | 22,6 | 27,4 | 31,7 | 34,4 | 34,6 | 34,2 | 31,2 | 26,7 | 21,0 | 16,2 | 16,9     | 27,2     | 34,4     | 26,3     | 26,2 |
| T. min. media (°C)  | 0,7  | 2,7  | 6,3  | 10,8 | 15,9 | 19,9 | 20,8 | 20,4 | 17,2 | 11,6 | 5,6  | 0,8  | 1,4      | 11,0     | 20,4     | 11,5     | 11,1 |
| Precipitazioni (mm) | 15   | 15   | 13   | 21   | 36   | 57   | 44   | 58   | 53   | 45   | 13   | 14   | 44       | 70       | 159      | 111      | 384  |

## Società

### Evoluzione demografica
Secondo il censimento del 2010, la popolazione era di 8 283 abitanti.

### Etnie e minoranze straniere
Secondo il censimento del 2010, la composizione etnica della città era formata dal 79,36% di bianchi, il 2,1% di afroamericani, lo 0,71% di nativi americani, lo 0,83% di asiatici, lo 0,04% di oceanici, il 14,78% di altre etnie, e il 2,19% di due o più etnie. Ispanici o latinos di qualunque etnia erano il 73,68% della popolazione.

## Cultura

### Istruzione
Nel periodo 2015-2016, nel distretto scolastico di Fort Stockton, c'erano 2.456 studenti fra due scuole elementari (Alamo Elementary e Apache Elementary), una scuola media (581 studenti) e una scuola superiore (652 studenti).
La più vecchia scuola Comanche è diventata, invece, una scuola privata.
Ci sono in città anche strutture per l'infanzia.

## Infrastrutture e servizi

### Ospedali
Fort Stockton è sede del Pecos County Memorial Hospital, il centro sanitario regionale della contea che aderisce ai principi della HIPAA (Health Information Portability and Accountability Act). La struttura sanitaria è una struttura accreditata che fornisce assistenza medica di chirurgica generale, ambulatoriale e di pronto soccorso.